# Valdelugueros
Valdelugueros est une commune d'Espagne dans la province de León, communauté autonome de Castille-et-León. Elle s'étend sur 143,47 km2 et comptait environ 347 habitants en 2015.